# Фоностилістика
Фоностилі́стика (фонетична стилістика) — мовознавча наука, яка вивчає частоту вживання фонем у різних стилях, їхню сполучуваність і співвідношення, аналізує звукові ефекти, вмотивовані змістом і образністю тексту.

## Фонетичні засоби стилістики
Є такі фонетичні засоби стилістики
- частота вживання фонем у текстах різних мовних стилів;
- звукові повтори, їх співвідношення і функції;
- рима;
- звуковідтворення та звуконаслідування.

### Частота вживання фонем у текстах різних мовних стилів
Синонімічною назвою такого аналізу мовних явищ є кількісний метод або метод статистичного підрахунку. Предметом
кількісного підрахунку можуть бути фонеми, морфеми, форми слів, члени речення, словосполучення та ін. Дослідженнями в цьому напрямку займались такі українські мовознавці як: І.Чередниченко, С.Перебийніс, В.Коптілов та інші.
Результатами їх досліджень були висновки, що «у текстах науково-популярної і газетної мови помітно нижча частота
вживання голосних у наголошених складах — від 27,5% до 30,2% проти 33-37,9% в уривках мови художньої літератури. Це можна пояснити тим, що в науковій і журнально-газетній мові частіше вживаються багатозначні слова, отже, голосні фонеми в таких текстах рідше потрапляють у наголошені склади, ніж це буває в народно-розмовній мові і в мові художньої літератури».1
Окрім того, було зроблено підрахунки, що в текстах драматичних творів є низькою частотність
сонорних приголосних; в поезії м'які приголосні становлять середню частотність, а голосні — низьку. Кожна із закономірностей свідчить про надання тексту певного стилістичного ефекту (нюансу). Пр.: ефект очевидної звучності поетичних рядків, їх внутрішньої потужності, енергії тощо.

### Звукові повтори, їх різновиди та функції
Фонетичні повтори можуть виступати в тексті на межі фонетичного та лексичного, фонетичного та морфологічного рівнів. До фонетичних повторів, які не мають співвідношення з одиницями інших мовних рівнів відносять:
- анафору;
- епіфору;
- алітерацію;
- асонанс.

### Рима
Суголосся закінчень у суміжних та близько розташованих словах, які можуть бути на місці клаузул або перебувати в середині віршового рядка.
Рима має велику кількість різновидів, серед яких:
- зовнішня та внутрішня;
- повна та неповна;
- чоловіча та жіноча;
- дактилічна та гіпердактилічна;
- граматична та неграматична;
- складена;
- глибока;
- поясна;
- суміжна;
- омонімічна;
- «перервана».

### Звуконаслідування та звуковідтворення
Ці два поняття є невід'ємними і часом звуконаслідування розглядають як різновид звуковідтворення.
Власне звуковідтворення є включення у текст переданих фонетичними засобами мови криків тварин і птахів, звуки машин
й іншої техніки. Воно, зазвичай, вирижається через неповнозначні слова, через звукові комплекси, які творяться авторами самостійно і не належать до мовної системи.
Звуконаслідування— це відображення звуків навколишньої дійсності за допомогою спеціально дібраних слів, як і в
попередньому випадку, але цього разу у їх складі повторюються фонеми, які, безпосередньо, нагадують відповідні звуки.
Отже, за допомогою засобів фонетичної стилістики (фоностилістики) формується «краса й комунікативна принадність художнього тексту, слів у ньому. Вони вагомо впливають на довершеність, поглиблення змісту висловлюваного».2 Тобто, ці засоби існують в творі не як його зовнішня окраса, а є певними прийомами для оформлення його змісту і по-різному реалізовуються в кожному конкретному контексті.